# Нормантон (Західний Йоркшир)
Но́рмантон — місто та цивільна парафія в місті Вейкфілд у Західному Йоркширі, Англія. Це північний схід від Вейкфілда та південний захід від Каслфорда. Цивільна парафія простягається на захід і північ до річки Колдер і включає велике село Альтофтс. На момент перепису 2011 року населення цивільної парафії становило 20 872 особи.
Округ Нормантон міської ради Вейкфілда не включає Альтофтс, але включає цивільну парафію Вормфілд з Хіт на південний захід від Нормантона. У 2011 році в округі проживало 16 220 осіб.